# Mats Welff
Mats Håkan Ingemar Welff, född 12 juli 1947 i Landskrona församling, Malmöhus län, är en svensk militär.

## Biografi
Welff avlade studentexamen 1966. Han avlade officersexamen vid Kungliga Krigsskolan 1970 och utnämndes samma år till fänrik vid Göta livgarde, där han tjänstgjorde 1970–1972. Han befordrades till löjtnant vid Norra skånska regementet 1972 och till kapten där 1973, varefter han tjänstgjorde vid regementet till 1979. Åren 1979–1981 gick han Högre kursen vid Militärhögskolan och befordrades till major 1981, varpå han tjänstgjorde vid staben i Södra militärområdet 1981–1983. Han var detaljchef vid Arméstaben 1984–1986. År 1986 befordrades han till överstelöjtnant och var 1986–1988 chef för Markoperationsavdelningen vid staben i Södra militärområdet, varefter han 1988–1989 var ställföreträdande chef för Operationsledningen i Södra militärområdet. Han blev överstelöjtnant med särskild tjänsteställning 1989 och gick International Training Course in Security and Disarmament i Genève 1989–1990, varpå han var chef för Grundutbildningsbataljonen vid Södra skånska regementet 1990–1991.
År 1991 befordrades han till överste och 1991–1994 var han chef för Malmöbrigaden. Åren 1993–1994 var han också chef för Nordbat 1 i Makedonien. Han befordrades 1995 till överste av första graden och var chef för Strategiavdelningen i Planeringsstaben vid Högkvarteret 1995–1996, varpå han var chef för Hallands regemente tillika befälhavare för Hallands försvarsområde 1996–1998 och chef för Södra arméfördelningen 1998–2000, tillika stabschef i Södra militärområdet 1999–2000. År 2000 befordrades han till generalmajor och var 2000–2002 rikshemvärnschef. Welff lämnade Försvarsmakten 2002 och var 2002–2007 regiondirektör i Region Skåne.
Welff invaldes som ledamot av Kungliga Krigsvetenskapsakademien 1992.